# Epitoxus haeres
Epitoxus haeres är en skalbaggsart som beskrevs av Lewis 1905. Epitoxus haeres ingår i släktet Epitoxus och familjen stumpbaggar. Inga underarter finns listade i Catalogue of Life.